# Wappen von Spandau
Das Binnenfahrgastschiff Wappen von Spandau wurde in der Lux-Werft, Mondorf 1970 gebaut und als Brunhild 1971 in Fahrt gebracht. Ein Umbau erfolgte bei Hitzler, Regensburg.

## Geschichte
Das Schiff lief als Brunhild vom Stapel. Später wurde es verkauft und bis 2011 von der Reederei Wurm & Köck unter dem Namen Ilz mit Heimathafen Passau betrieben und wurde im Ausflugsbetrieb und Charterverkehr  auf der Donau eingesetzt. Das Schiff wurde 2011 nach Schweinfurt verkauft. Der neue Eigner taufte es um in Mainfranken. Vom neuen Heimathafen unternahm es Fahrten in Richtung Würzburg und Bamberg.
Im Oktober 2017 verließ das Schiff den Main in Richtung Berlin. Der neue Eigner, die Reederei Lüdicke mit Sitz in Berlin-Spandau, brachte das Schiff unter dem neuen Namen Wappen von Spandau
in Fahrt.